# Lando Fiorini
Lando Fiorini (Róma, 1938. január 27. – Róma, 2017. december 9.) olasz énekes, színész.

## Diszkográfia
- Rugantino (1963)
- Roma Mia (1964)
- Passeggiate romane (1966)
- E questo amore (1970)
- Bella quanno te fece mamma tua (1971)
- Roma ieri e oggi (1972)
- Roma ruffiana (1974)
- A Roma è sempre primavera (1975)
- Passa la serenata / Una preghiera per Roma sparita (1976)
- Co' amore e co' rabbia (1977)
- Mozzichi e baci (1982)
- Souvenir di Roma / Momenti d'amore (1984)
- Tra i sogni e la vita (1985)
- Le più belle canzoni romane (1986)
- E adesso l'amore (1991)
- Puff…Lando ed altri successi (1993)
- Una voce… una città (1995)
- Ci sarà pure un grande amore (1996)
- Roma, un sogno dentro una canzone (2000)
- Forza Roma (2001)
- Favole, sonetti di Trilussa e canzoni di Lando Fiorini (2002)
- Tra le gente (2002)
- Come se po' spiega' cos'è l'amore (2005)
- Così è la Vita (2005)
- 100 Campane 100 Canzoni (2007)
- Ti presento Roma mia (2010)

## Filmjei
- Altissima pressione (1965)
- Storia di fifa e di coltello - Er seguito d'er più (1972)
- Sing Sing (1983)